# Cerithiopsis iudithae
Cerithiopsis iudithae là một loài ốc biển, động vật chân bụng trong họ Cerithiopsidae. Nó được Reitano and Buzzurro mô tả năm 2006.